# Wilhelm Ludolf Schmitz
Wilhelm Ludolf Schmitz (* 26. Mai 1899 in Mülheim an der Ruhr; † 11. März 1973 in Bonn) war ein deutscher Physiker und Pionier des Amateurfunks. Sein Rufzeichen in den 1920er Jahren lautete K4aci.

## Leben und Wirken
Nach dem Abitur an einem Gymnasium in Mülheim an der Ruhr studierte er Physik und wirkte ab 1924 am Physikalischen Institut der Universität Bonn, zunächst als Assistent, später als Leiter und damit in der Nachfolge des Physikers Heinrich Hertz (1857–1894). 1954 wurde Schmitz zum Direktor des Bonner Instituts für Röntgenforschung ernannt.
Neben seiner wissenschaftlichen Tätigkeit war Schmitz auch Funkamateur. Er gilt als einer der Pioniere des Amateurfunks und als Mitbegründer (1927) des Bonner Ortsverbands des Deutschen Amateur-Sendedienstes (DASD).